# Uvaria bipindensis
Espèce
Uvaria bipindensis Engl.  est une espèce de plantes à fleurs de la famille des Annonaceae et du genre Uvaria selon la classification phylogénétique. C'est un arbre endémique du Cameroun. 

## Étymologie
Son épithète spécifique fait référence à Bipindi, une ville au sud du Cameroun.

## Description
Cet arbre peut mesurer jusqu'à 55 mètres. Il possède un tronc cylindrique, parfois légèrement enflé à la base, et son diamètre moyen à hauteur de poitrine peut atteindre 150 cm. 
Cette grande liane se développe dans les forêts d'Afrique tropicale. 

## Distribution
Relativement rare, l'espèce est endémique du Cameroun, où elle a d'abord été découverte en 1896 par Georg August Zenker à Bipindi dans la Région du Sud, puis récoltée également en 1948 par J.P.M. Brenan dans la réserve forestière de Bakundu-Sud, dans la Région de l'Ouest.